# Ron Atkey
Pour les articles homonymes, voir Atkey.
Ronald George Atkey, né le 15 février 1942 à Saint-Jean au Nouveau-Brunswick et mort le 9 mai 2017 à Toronto, est un avocat, professeur de droit et homme politique canadien de l'Ontario. Il est député fédéral progressiste-conservateur de la circonscription ontarienne de St. Paul's de 1972 à 1974 et de 1979 à 1980.

## Biographie
Né à Saint-Jean au Nouveau-Brunswick, Atkey étudie à l'Université Western Ontario et devient membre de société Kappa Alpha. Il étudie ensuite à l'université Yale où il obtient un diplôme en droit.

### Carrière politique
Élu député à la Chambre des communes en 1972, il est défait en 1974. De retour en 1979, il est à nouveau défait en 1980.
Atkey entre au cabinet du premier ministre Joe Clark en tant que ministre de l'Emploi et de l'Immigration.
Dans l'œuvre None Is Too Many: Canada and the Jews of Europe 1933–1948, le ministre Atkey est décrit comme ayant joué un rôle important dans la décision d'accorder l'asile à 50 000 Vietnamiens de Boat-people en 1979. Atkey a été influencé par la première version manuscrite dans lequel on révèle l'attitude raciste du gouvernement canadien envers les Juifs lorsque certains ont tenté d'entrer au Canada pendant l'Holocauste. La participation du Canada dans la résolution de la crise des réfugiés de l'Asie du Sud-Est est par la suite perçu comme un modèle à suivre.

### Après la politique
Après sa défaite, Atkey retourne à la pratique du droit et devient partenaire senior de la firme Osler, Hoskin & Harcourt (en). De 1984 à 1989, il siège au Comité de surveillance des activités de renseignement de sécurité qui régule les activités du Service canadien du renseignement de sécurité.
Il enseigne également à l'Université Western Ontario, à l'Osgoode Hall Law School et à l'Université de Toronto. Il écrit Canadian Constitutional Law in a Modern Perspective, un texte sur la loi constitutionnelle. En 1994, il rédige la nouvelle The Chancellor's Foot.
En 2004, il est nommé Amicus curiae lors de la commission Arar en tant qu'avocat indépendant afin de tester les demandes gouvernementales sur la sécurité nationale et la confidentialité.
Atkey sert aussi comme conseiller légal pour Warmer Communications et joue un rôle dans la fusion de la compagnie avec America Online.